# Roodstuitketellapper
De roodstuitketellapper (Pogoniulus atroflavus) is een vogel uit de familie Lybiidae (Afrikaanse baardvogels).

## Verspreiding en leefgebied
Deze soort komt voor van zuidelijk Senegal tot de zuidelijke Centraal-Afrikaanse Republiek, westelijk Oeganda en centraal Congo-Kinshasa.